# Dedo de Deus
O Dedo de Deus é um pico com 1 692 metros de altitude cujo contorno se assemelha a uma mão apontando o dedo indicador para o céu. É um dos vários monumentos geológicos da Serra dos Órgãos, que fica localizada na Serra do Mar, entre as cidades de Petrópolis, Guapimirim e Teresópolis, no estado do Rio de Janeiro, no Brasil.

## Descrição
O pico encontra-se nos limites do Parque Nacional da Serra dos Órgãos, na área territorial de Guapimirim, sendo melhor avistado a partir do Mirante do Soberbo, localizado na BR-116, próximo à entrada do município de Teresópolis.
Em 9 de abril de 1912, José Guimarães Teixeira, Raul Carneiro e os irmãos Américo, Alexandre e Acácio de Oliveira, todos de Teresópolis, foram os primeiros a pisar no topo da formação rochosa.O montanhismo no Brasil está intimamente ligado a esta conquista. O pico é um símbolo do estado do Rio de Janeiro, figurando na bandeira e no brasão do mesmo.

## Homenagens
Os brasões e bandeiras do estado do Rio de Janeiro e dos municípios de Magé, Teresópolis e Guapimirim fazem referência a montanha. Quanto ao brasão e a bandeira estaduais, a primeira seção, ocupando a metade superior, é azul, representando o céu e simbolizando a justiça, a verdade e a lealdade, com a silhueta da Serra dos Órgãos, destacando-se o pico Dedo de Deus. O símbolo foi criado pela Constituição Estadual de 1892 e oficializado no governo de José Tomás da Porciúncula, com pequenas diferenças ao longo do tempo, e a configuração atual foi instituído pela Lei 5 138, de 7 de fevereiro de 1963 e, posteriormente, revisado, descrito e interpretado pela Lei 5 588, de 5 de outubro de 1965, no governo do general Paulo Torres.